# 赫爾海事博物館
赫爾海事博物館（英語：Hull Maritime Museum），位於英格蘭赫爾河畔京士頓，於1912年成立，其宗旨為「通過文物和檔案將赫爾和東約克郡的航海歷史呈現出來」。

## 外部連結
- Hull Maritime Museum （页面存档备份，存于） – official website
- Hull Maritime City Project （页面存档备份，存于）
- Historic England. . National Heritage List for England.